# Onderzoekskerncentrale Jülich

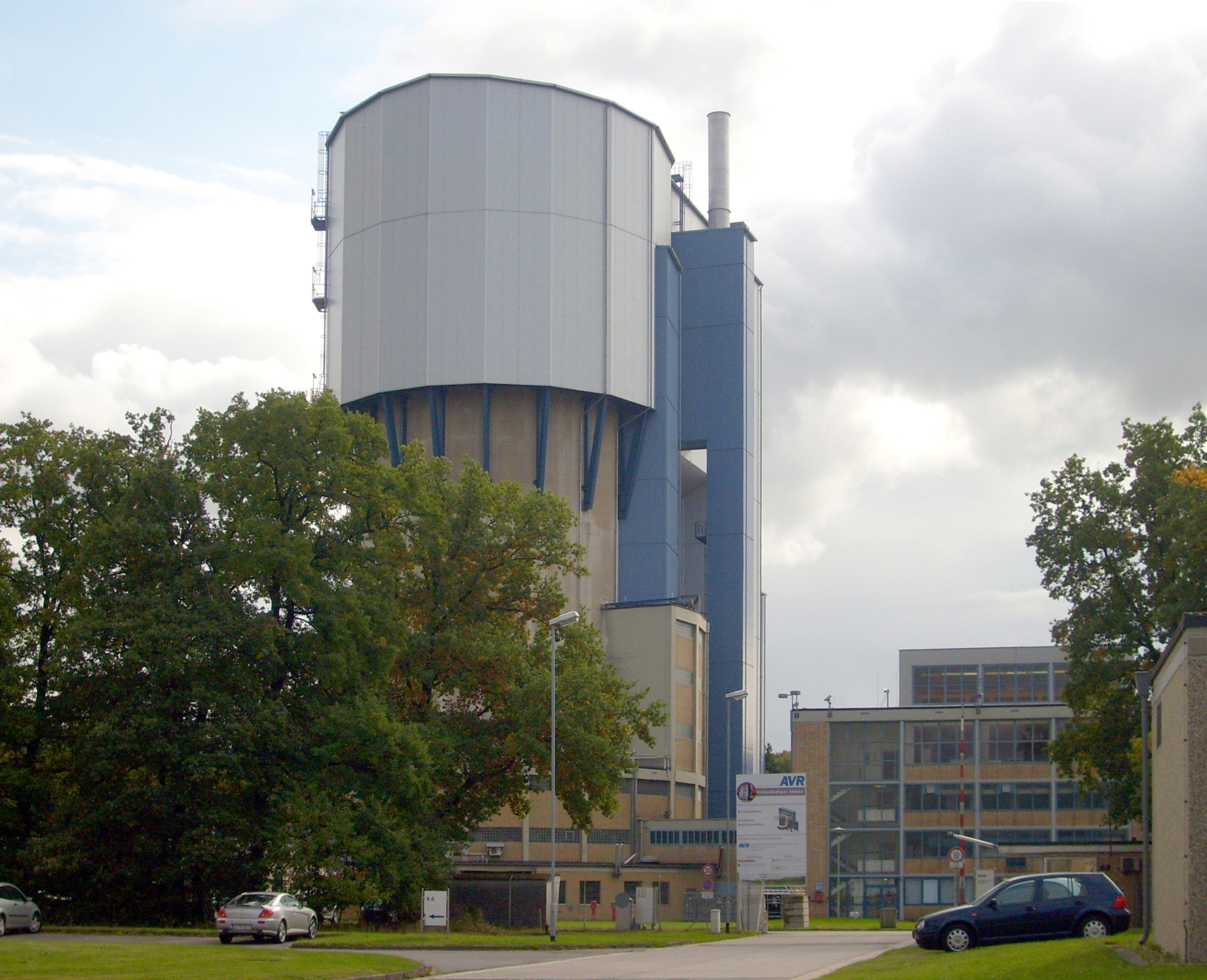
De AVR-reactor in 2009, met aanbouw ten behoeve van de ontmanteling.

De AVR-reactor (Arbeitsgemeinschaft Versuchsreaktor) was een prototype kogelbedreactor nabij het Duitse Jülich bij Aken.
Deze reactor was in 1960 gebouwd en bedoeld als proefcentrale om de technische en economische haalbaarheid van hogetemperatuurreactoren met zogeheten kogelbed ontwerp aan te tonen. De AVR-reactor staat direct naast het terrein van het Forschungszentrum Jülich en was in bedrijf van 1967 tot 1988, waarbij in totaal 15 terawattuur (TWh) aan elektriciteits is opgewekt.
In de periode dat de AVR in bedrijf was, zijn er 48 incidenten met de reactor aan de overheid gemeld. Het lijkt er daarbij wel op dat de exploitant nogal terughoudend was met melden, en ook met het inschalen van de ernst van de incidenten. Een van de ernstigste incidenten deed zich voor in 1978: er kwam per ongeluk 27.000 liter water in het binnenste van de reactor terecht. De reactor werd echter pas 6 dagen later stilgelegd.
Met de ontmanteling van de reactor is rond 2009 begonnen. Dit is echter een langdurige en zeer kostbare aangelegenheid, vanwege de sterke radioactiviteit van de reactorkern.
Als opvolger van de AVR was de THTR-300 voorzien, die echter al in 1989 definitief werd stilgelegd, en die als een van de grootste technologische mislukkingen in het naoorlogse Duitsland geldt.
Na de kernramp van Fukushima, en mede naar aanleiding van eerdere kritische publicaties van klokkenluider Rainer Moormann, werd een commissie van experts samengesteld, die onderzoek deed naar de geschiedenis van de reactor. In een rapport dat in april 2014 werd gepubliceerd, concludeerde de commissie dat de centrale jarenlang niet naar behoren heeft gewerkt, en dat de toezichthouder het gevaar dat de reactor vormde, onderschatte.
Enige tijd bestond er grote verwarring over de verblijfplaats van 2000 brandstofelementen afkomstig uit het onderzoekscentrum. Men kon niet achterhalen waar die gebleven waren. Later werden deze toch teruggevonden.